# Holland Village
Holland Village – stacja podziemna Mass Rapid Transit (MRT) na Circle Line w Singapurze. Obsługuje strefę Holland Village.